# Oplosbaarheidsproduct
Het oplosbaarheidsproduct is een maat voor de  oplosbaarheid van een zout in een oplossing, meestal water.

## Toepassingen bij slecht oplosbare zouten
Het oplosbaarheidsproduct wordt vooral gebruikt bij slecht in water oplosbare zouten. In dat geval kan een aantal vereenvoudigingen zoals in Berekeningen met het oplosbaarheidproduct worden toegepast. Voor hogere en hoge concentraties moet de bespreking zoals in Thermodynamische context worden gevolgd.

## Thermodynamische context
Het oplosbaarheidsproduct is een formule die geldt voor een zout dat (verzadigd) is opgelost. Er is dan evenwicht bereikt. De formule heeft een constante waarde (bij een bepaalde temperatuur etc.). Deze waarde heet de evenwichtsconstante en is specifiek voor een bepaald zout. Het wordt op de onderstaande manier gevormd door het product van de activiteiten van de aanwezige ionen in de  verzadigde oplossing van het zout. Voor een zout MaXb dat in water dissocieert in a ionen Mb+ en b ionen Xa-, volgens:
MaXb → aMb+ + bXa-
is het oplosbaarheidsproduct Ks gegeven door:
{\displaystyle K_{s}=(\mu _{M^{b+}})^{a}.(\mu _{X^{a-}})^{b}}
Waarin μ de activiteit van het betreffende ion is; bij benadering wordt hiervoor wel de concentratie van het ion genomen. Het oplosbaarheidsproduct is (zoals evenwichtsconstanten) een dimensieloze grootheid. In principe moet de evenwichtsconstante nog gedeeld worden door de activiteit van MaXb, maar omdat dit een pure vaste stof is, is de activiteit ervan gelijk aan 1. Omdat oplosbaarheidsevenwichten altijd geschreven worden met de vaste stof aan de linkerkant van de vergelijking, heeft het oplosbaarheidproduct in het algemeen geen noemer.

## Slecht oplosbare zouten
Zolang de concentraties van de ionen in de verzadigde oplossing klein zijn kan de activiteit daarvan geschreven worden  als  a(X) = [X]/[standaard concentratie] =[X]/[o]. In principe kan iedere concentratie groter dan nul als standaard [o] gekozen worden, maar gewoonlijk kiest men daar 1 [mol/L] voor. De activiteit is dan numeriek gelijk aan [X], maar heeft geen eenheid, omdat aan zowel de teller als de noemer dezelfde eenheid gegeven zijn.  We kunnen dus voor slecht oplosbare zouten het oplosbaarheidsproduct schrijven als
{\displaystyle K_{s}=[M^{b+}]^{a}[X^{a-}]^{b}}
Deze uitdrukking kan gebruikt worden zolang de eenheden maar weg worden gelaten, omdat immers alle concentraties door de standaardconcentratie gedeeld worden. De dimensie van het oplosbaarheidsproduct is hiermee onafhankelijk van het aantal ionen waarin het zout in oplossing splitst; de grootheid blijft dimensieloos wat de waarden van de coëfficiënten a en b ook mogen zijn. Zoals bij alle evenwichtsconstanten kan Ks gerelateerd worden aan de standaard vrije enthalpie (ΔGo; Gibbs energie) die uitdrukt hoe sterk de neiging is van de ionen om gezamenlijk het vaste zout te vormen:
ΔGo = -RTlnKs
In deze uitdrukking moet Ks wel dimensieloos zijn, anders kloppen de eenheden niet. Dit is een belangrijke reden waarom de thermodynamica zorgvuldig de eenheden verwijdert door een activiteit te definiëren.
Voorbeelden:
- voor zilverchloride (AgCl) is het oplosbaarheidsproduct [Ag+][Cl−] = 1,77 × 10−10
- voor kwikjodide (HgI2) is het oplosbaarheidsproduct [Hg2+][I−]2 = 1,2 × 10−28

## Hogere oplosbaarheden
Een lage Ks betekent dat het zout slecht oplosbaar is, bijvoorbeeld van ijzer(III)hydroxide Fe(OH)3 is Ks = 2,6 × 10−39. Een hogere waarde van Ks betekent dat het zout water beter oplosbaar is, bijvoorbeeld van calciumsulfaat CaSO4 is Ks = 7,1 × 10−5. Voor echt goed oplosbare zouten zoals NaCl is een oplosbaarheidproduct wat minder zinnig.
Strikt gesproken is namelijk slechts bij zeer lage concentraties het oplosbaarheidproduct eenvoudig uit te drukken in de molaire concentraties, zoals hierboven gedaan. Echter oplossingen van ionen kunnen al snel niet meer als ideale oplossingen beschouwd worden. Bij hogere concentraties kan men het oplosbaarheidsproduct nog steeds wel in de activiteit van de ionen uitdrukken, maar nu moet de activiteit aan de molariteit gerelateerd worden door a = γ [X]/[o] waar γ een extra dimensieloze activiteitscoëfficiënt is. [X] is als voorheen de molaire concentratie en [o] de referentieconcentratie.
De waarde van γ is slechts bij zeer lage concentraties bij benadering 1. Bij wat hogere concentraties kan met behulp van de Debye-Hückeltheorie en zijn uitbreidingen een waarde voor γ berekend worden als de ionsterkte bekend is (zie chemische activiteit). Deze grootheid is niet alleen van het onderzochte zout afhankelijk, maar ook van alle andere ionen in de oplossing. Dit houdt bijvoorbeeld in dat de oplosbaarheid van, zeg, kwikjodide in zuiver water in het algemeen zal verschillen van die in zeewater.
Bij nog hogere concentraties zit er vaak niets anders op dan empirisch de waarde van γ in afhankelijkheid van de samenstelling te gaan meten. In de regel doet men dat alleen als er goede technologische redenen voor zijn.

## Zeer hoge oplosbaarheden
Sommige ionogene stoffen hebben een bijzonder hoge oplosbaarheid. Een goed voorbeeld is zinkchloride dat een oplosbaarheid van 4320 g/L kent, wat overeenkomt met een samenstelling van zo'n anderhalf molecuul water per eenheid ZnCl2 bij 25 °C. Dit soort vloeistoffen zijn nauwelijks meer als oplossingen te beschouwen. Bij de samenstelling ZnCl2.3H2O bijvoorbeeld is de vloeistof eerder te zien als een gesmolten hydraat dat bestaat uit de ionen Zn2+(H2O)6 en ZnCl42−. Het is dus eerder een gesmolten zout, een hexa-aquozink-tetracholorozinkaat, dan een oplossing van zink en chloride-ionen; een oplosbaarheidsproduct is hier geen bruikbaar begrip.

## Berekeningen met het oplosbaarheidproduct

### Het zout zelf als bron
Indien het oplosbaarheidsproduct bekend is, kunnen daarmee de (lage) concentratie van de ionen voorspeld worden, mits het zout de enige bron van deze ionen is. Neem zilverchloride als voorbeeld. Als een overmaat van deze stof toegevoegd wordt aan puur water en het systeem tot evenwicht komt, dan vindt er dissociatie plaats volgens:
AgCl(s)  → Ag+  + Cl−
Volgens de stoichiometrie zijn de resulterende concentraties [Ag+] en [Cl−] gelijk, omdat er voor ieder zilverion precies één chloride-ion in de oplossing gaat. Daarom kan worden gesteld [Ag+]=[Cl−]=x wat in het oplosbaarheidsproduct ingevuld kan worden:
Ks=[Ag+][Cl−] = x2 = 1,82 × 10−10
Daaruit volgt dat [Ag+]=[Cl−]=x = 1,34 × 10−5. Dit is in principe een dimensieloze activiteit, maar weer met [o]= 1[mol/L] vermenigvuldigd geeft dat een concentratie van 1,34 × 10−5[mol/L].
Voor [Hg2+][I−]2 = 1,2 × 10−28 wordt het wat ingewikkelder:
HgI2(s)  → Hg2+  + 2 I−
Nu worden er voor ieder kwikion twee iodine-ionen gevormd, zodat [Hg2+]=x en [I−]=2×. Ingevuld in het oplosbaarheidsproduct geeft dat:
[Hg2+][I−]2 = 1,2 × 10−28 = (x)(2x)2 = 4x3 = 1,2 × 10−28.
Daaruit volgt dat x= 3,1 × 10−10;  [Hg2+]=3,1 × 10−10 en [I−]= 6,2 × 10−10

### Andere bronnen
Een andere situatie ontstaat als uit andere bron een grote hoeveelheid van een van beide ionen wordt toegevoegd. Bijvoorbeeld door NaCl toe te voegen aan de verzadigde zilverchloride-oplossing en zo de [Cl−]= 0,1 te maken. In dat geval zal het oplosbaarheidsevenwicht gedwongen worden naar links te verschuiven (volgens de Wet van Le Chatelier)
AgCl(s)  ← Ag+  + Cl−
Vrijwel alle zilver wordt uit de oplossing gedwongen, want het oplosbaarheidproduct luidt nu:
Ks=[Ag+](0.1) =  1,82 × 10−10
Dit resulteert in [Ag+]= 1,82 × 10−9, wat een verlaging is met een factor 8000. Het toevoegen van een geschikt anion is dus een goede methode om sporen zware metaalionen uit de oplossing neer te slaan.